# 石祥林
石祥林（1930年—2014年1月4日），浙江省诸暨市人，中华人民共和国教育家。
历任绍兴市人事科副科长，绍兴第三初级中学校长，1960年代，担任绍兴师范学校（绍兴文理学院）副校长、书记，绍兴钢铁厂政治处副主任，绍兴高等专科学校党委副书记。2014年去世。为政清廉，死后将余财全部上交。